# Девино
Девино е село в Североизточна България. То се намира в община Антоново, област Търговище и е едно от най-малките села в Северна България.

## История
Жителите на селото са шопски заселници. Преобладава шопския диалект.

## Религия
Жителите на село Девино са православни християни. В селото няма храмове.
1. ↑  www.grao.bg